# Grid Compass
Grid Compass (scris GRiD de către producătorul său GRiD Systems Corporation) a fost unul dintre primele laptopuri. A fost creat pentru prima dată în aprilie 1982 (modelul 1101 ).
Computerul a fost proiectat de designerul britanic Bill Moggridge în 1979, și primul care a fost comercializat, vândut trei ani mai târziu. 
Designul folosea o tastatura încorporată în unitatea de bază, care se plia peste ecran atunci când era închis), și era făcut dintr-un aliaj de magneziu. Calculatorul cuprindea un procesor Intel 8086, un display de 320 × 240 pixeli cu afișare electroluminescentă, o memorie RAM de 340 kB cu bule magnetice, precum și un modem de 1200 biți / s.
Dispozitive periferice, cum ar fi hard diskul și unitățile floppy puteau fi conectate printr-o interfață de tip IEEE-488 I/O (de asemenea, cunoscută sub numele de GPIB). Acest tip de port a făcut posibilă conectarea mai multor dispozitive la magistrala adresabilă. La început rula un sistem de operare propriu, GRID, ulterior fiind implementat si MS-DOS (care nu exista atunci când a fost lansat acest computer).
Din cauza sistemului de operare specializat și a prețului ridicat (8-10,000 dolari), a avut utilizări foarte limitate. Cumpărătorul principal a fost Guvernul Statelor Unite ale Americii.
NASA l-a folosit în timpul misiunilor navetelor spațiale la începutul anilor '80, precum și Forțele Speciale, deoarece putea fi utilizat de către parașutiști în luptă datorită greutății reduse.
În anul 1988, compania Grid Systems Corp. a fost achiziționată de către Tandy Corporation (RadioShack).

## Legături externe

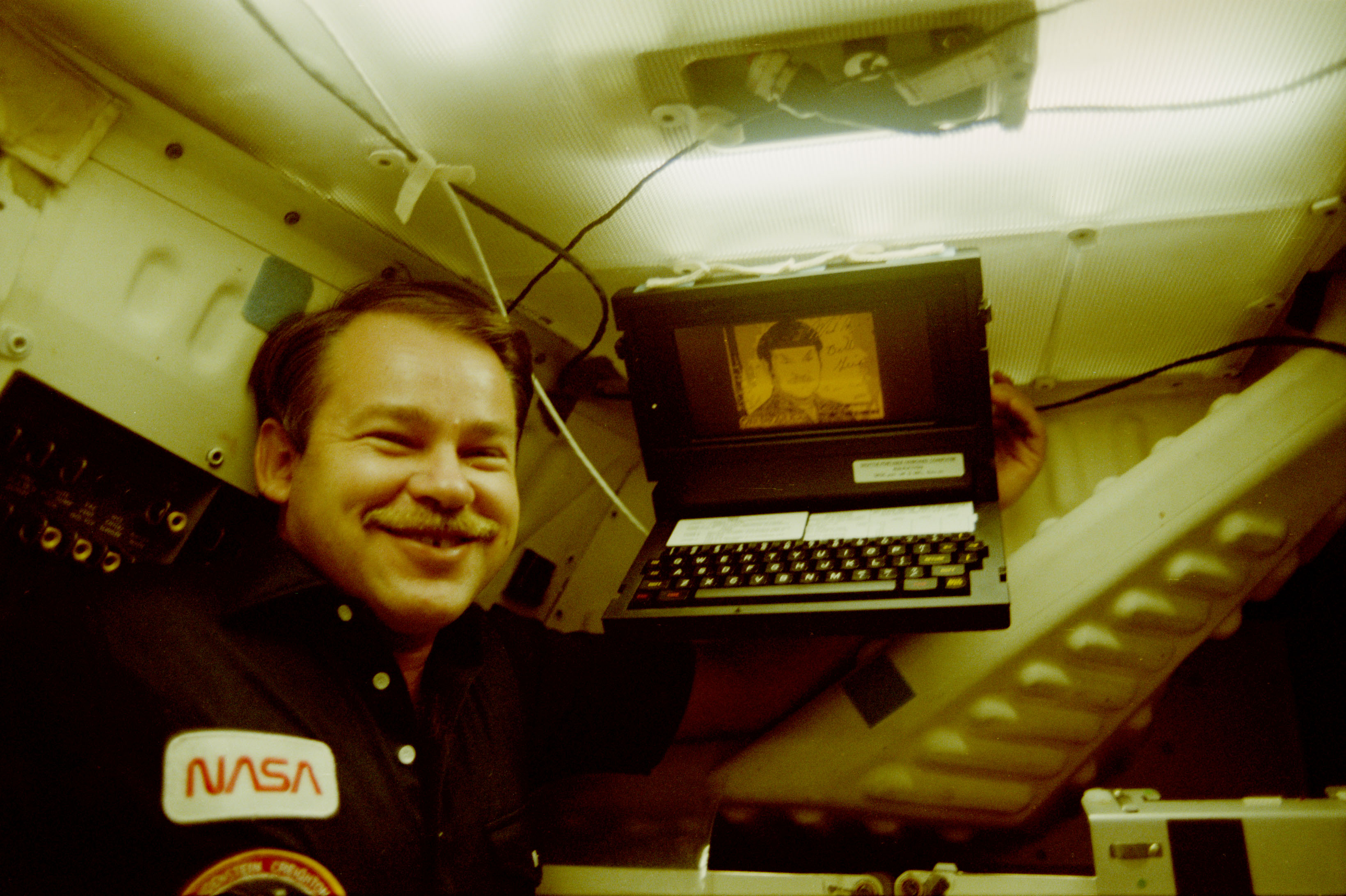
Astronautul John Oliver Creighton, echipat cu un laptop Grid Compass in timpul unei misiuni spațiale cu naveta Discovery in 1985